# جامعة فلسطين الأهلية
جامعة فلسطين الأهلية مؤسسة خاصة للتعليم الجامعي العالي، تأسست الجامعة عام 2007 بتضافر جهود نخبة من الأكاديميين، ورجال الأعمال، والمستثمرين الذين أسسوا شركة جامعة فلسطين الأهلية. لقد وجد هؤلاء جميعاً الاستثمار في التعليم العالي وتوظيف المال في مشروع يساعد في عملية التنمية المجتمعية، والحفاظ على رأس المال الوطني داخل فلسطين، هو خدمة حقيقية للوطن. تقدم الجامعة خدماتها التعليمية لأبناء الشعب العربي الفلسطيني وللناس كافة ممن تتوافر فيهم الشروط الخاصة للالتحاق بها. و تسعى إدارة الجامعة بكل جهد واهتمام ومسؤولية إلى تحقيق التعليم النوعي المميز للطلبة، كما أنها تعمل على توفير جميع متطلبات التعليم الحديثة في مستوى دولي، ومناهج تدريسية مواكبة للتطور العلمي العالمي، وذلك بتوفير هيئة تدريسية ذات كفاءة عالية وخبرة مميزة في التعليم العالي.

## موقع الجامعة
موقع الجامعة تقع جامعة فلسطين الأهلية الجامعة في قمة جبل ظاهر وعلى واحدة من أجمل روابي بيت لحم. وهي تطل من الجهة الشمالية على روابي القدس، أرض الإسراء والمعراج وعلى مدينة بيت لحم مهد المسيح عليه السلام، وتطل من الجهة الغربية على مدينة الدوحة التي تحولت على يدي المخلصين من ضاحية إلى مدينة، وتطل من الجهة الجنوبية على مخيم الصمود – مخيم الدهيشة وتلال أرطاس الجنوبية، أما من الجهة الشرقية فتطل على الريف الشرقي الواسع والجميل وعلى جبل هيروديون ذي الموقع التاريخي والأثري المشهور.

## رؤية الجامعة
“نحو جامعة ريادية ذكية، متميزة في التعليم العالي والبحث العلمي ونشر المعرفة، خدمةً للمجتمع الفلسطيني والإنسانية “

## رسالة الجامعة
“الاستثمار في رأس المال البشري في التعليم العالي، من خلال تقديم برامج أكاديمية متميزة، وإنتاج بحثي نوعي، وتوفير بيئة جامعية ريادية ذكية محفزة، ونظم إدارية ومالية محوكمة، وتقنيات متقدمة، وموارد مستدامة، وشراكات فاعلة، وتطبيق أعلى معايير التميز والجودة، لتحقيق مخرجات تنافسية تلبي الاحتياجات والأولويات المجتمعية وأسواق العمل المحلية والعالمية” 

## أهداف الجامعة
1. توفير فرص التعليم العالي، وطرح برامج أكاديمية إنسانية وعلمية تطبيقية، وخاصة في مجال المهن الطبية المساندة، وتكنولوجيا المعلومات، تؤدي إلى الحصول على درجة البكالوريوس.
2. التفاعل مع المجتمع الفلسطيني ومؤسساته المختلفة، والخدمة المستمرة له بإنشاء المراكز العلمية المختلفة مثل مراكز التعليم المستمر وخدمة المجتمع ومركز اللغات ومركز البحث العلمي والمركز الطبي.
3. دعم مسيرة البحث العلمي بوساطة عمادة البحث العلمي، ومركز الأبحاث، وما يتبعه من مختبرات ودراسات تضع الحلول لبعض المشكلات في المجالات المختلفة.
4. بناء شبكة واسعة من العلاقات مع مختلف المؤسسات الجامعية سواء أكانت من داخل الوطن أم كانت من خارجه لتبادل الخبرات والمعرفة.
5. المساهمة في حل مشكلات البطالة في المجال الأكاديمي والإداري و الخدمي باستيعاب من يلزم من الكفاءات حسب حاجة الكلية.
6. العمل على تنمية الموارد البشرية بتخريج كوادر مدربة في مختلف التخصصات وبإعطاء الندوات، والدورات، وعقد المؤتمرات في المجالات كافة.
7. المساهمة في تثبيت المواطن على أرضه، وعدم تفريغ الأرض من الشباب سعياً وراء التعليم في الخارج.
8. المساهمة في دعم الاقتصاد الفلسطيني، وتقليص نفقات الدراسة للطالب الفلسطيني نتيجة توفر فرص الدراسة لكثير من الطلبة الذين يسعون إلى الدراسة في جامعات خارج الوطن، والحفاظ على رؤوس الأموال داخل الوطن.
9. إتاحة فرص التعليم الجامعي للطلبة الفقراء بإنشاء صندوق مساعدات الطالب المحتاج، وإعطاء القروض وإيجاد وسائل الدعم لهذا الصندوق، وكذلك توفير فرص العمل لهؤلاء الطلبة داخل الكلية أو خارجها ضمن الإمكانات والمجالات المتوفرة.
10. العمل على رفع جودة مخرجات التعليم وخاصة في مجال التخصصات التقنية.

## شخصيات
رئيس مجلس أمناء الجامعة : د. داود الزير
رئيس الجامعة: د. عماد الزير
نائب الرئيس للشئون الأكاديمية : د. فايز أبو عامرية
مساعد الرئيس لشؤون العلاقات الدولية والعامة : أ. جريس أبو غنام

## وصلات خارجية
- الموقع الرسمي لجامعة فلسطين الأهلية